# Taštagol'skij rajon
Il Taštagol'skij rajon (in russo Таштагольский район?) è un rajon dell'Oblast' di Kemerovo, nella Russia europea; il capoluogo è Taštagol. Istituito nel 1939, ricopre una superficie di 11.320 chilometri quadrati e consta di una popolazione di circa 32.000 abitanti.